# The Other Side of Heaven 2: Fire of Faith
The Other Side of Heaven 2: Fire of Faith es una película dramática estadounidense de 2019, secuela de The Other Side of Heaven de 2001. Escrita y dirigida por Mitch Davis, fue protagonizada por Christopher Gorham y Natalie Medlock. Está basada en la segunda autobiografía de John H. Groberg, El Fuego de la Fe.

## Argumento
En la década de 1960, diez años después de los acontecimientos ocurridos en la primera película, John Groberg (Christopher Gorham) tiene la tarea de ser presidente de la misión Tonga-Fiji de la Iglesia de Jesucristo de los Santos de los Últimos Días. De esta manera, regresa a las islas donde sirvió como joven misionero, esta vez acompañado de su esposa, Jean Groberg (Natalie Medlock), y sus cinco hijas. Mientras juntos inician su nueva vida en Tonga, un ministro local, Sione (Ben Baker), se enfurece al enterarse de que su hijo, Toutai (Alex Tarrant), planea bautizarse como miembro de la Iglesia SUD y desea servir como misionero. Como castigo, lo entierra hasta el cuello en la arena de la playa; sin embargo, una tormenta en el mar pone en riesgo su vida. Su hermano intenta salvarlo, pero muere al ser alcanzado por un rayo. Toutai sobrevive milagrosamente. 
Jean da a luz a un sexto hijo, el cual nace gravemente enfermo, y que no podría resistir un viaje para recibir la atención médica necesaria, fuera de Tonga. Gente local le trae regalos y frutas mientras ella está en el hospital. Es allí, donde el hijo de Sione recibe atención mientras está en coma, tras ser atacado por su tío. En ese momento, John y Sione dejan de lado sus diferencias y se apoyan mientras sufren por sus hijos. 

## Reparto
- Christopher Gorham como John H. Groberg
- Natalie Medlock como Jean Groberg.
- Ben Baker como Viliami 'Sione' Paletu'a.
- Alex Tarrant como Toutai Paletu'a.[3]
- Joe Folau como Feki.
- Nathaniel Lees como Kelipi
- Miriama Smith como Lavania.
- Peter Sa'ena-Brown como Kuli.[2]
- Russell Dixon como Thomas S. Monson[4]
- Hon. Frederica Tuita Filipe como Reina Halaevalu Mataʻaho ʻAhomeʻe.

## Producción
La producción de The Other Side of Heaven 2 comenzó casi diecisiete años después del lanzamiento de la película original en 2001. El guionista y director Mitch Davis se había negado previamente a hacer una secuela porque deseaba evitar hacer una "imitación de 10 centavos" de Al otro lado del cielo. Más tarde declaró que Groberg le dijo a que el difunto presidente de la Iglesia SUD, Thomas S. Monson, deseaba que ambas autobiografías de Groberg se adaptaran a películas. También dijo que se "alivió" aún más cuando descubrió que Fiyi ofrecía un "reembolso de impuestos o un descuento de incentivo cinematográfico" del 47% para las películas realizadas en el país.
El rodaje de la película fue interrumpido, tanto por el ciclón Josie, como el ciclón Keni, que llegaron al lugar donde se encontraba la tripulación. La mayoría del elenco original participó, sin embargo, Natalie Medlock reemplazó a Anne Hathaway como Jean Groberg debido a limitaciones presupuestarias. Russell Dixon fue elegido para interpretar a Thomas S. Monson. Christopher Gorham de Ugly Betty, Covert Affairs e Insatiable vuelve a interpretar el papel principal. Además, la Honorable Frederica Lupe'uluiva Tuita Filipe, hija de la Princesa Real, Salote Mafileʻo Pilolevu Tuita y sobrina del rey Tupou VI de Tonga, hizo una breve participación interpretando a su abuela materna, la reina Halaevalu Mataʻaho ʻAhomeʻe.

## Lanzamiento
The Other Side of Heaven 2 fue estrenada el 28 de junio de 2019. Recaudó $454,257 en su estreno y $1,807,216 en su totalidad. Fue lanzado entre títulos como Toy Story 4 y Spider Man: Lejos de casa. El director Mitch Davis lanzó la película durante un momento con variada competencia para demostrar que "este tipo de película puede exhibirse contra ese tipo de competencia". Según el sitio web oficial de la película, está clasificada PG-13 debido a "dos escenas de acción" y "una escena de pelea relativamente leve". La película está disponible en BYUtv desde principios de 2020.

## Recepción crítica
La película fue calificada con un 71% a partir de 7 comentarios en Rotten Tomatoes, y los espectadores le otorgaron una puntuación del 95%. Josh Terry, de Deseret News escribió que Heaven 2 "deja al público con un examen mucho más atento de su tema". Dos de los principales críticos de Rotten Tomatoes, de Variety y también de RogerEbert.com, le dieron críticas negativas a la película. La revisión de RogerEbert.com declaró "Puramente desde el punto de vista del valor de producción, la secuela es más exitosa que la mayoría de las películas basadas en la fe, y eso incluye a su predecesor de 2001" y que "Christopher Gorham exhibe una vez más una presencia agradable en la pantalla de todos los hombres como John H. Groberg. La revisión de Variety dijo que The Other Side of Heaven 2 de Mitch Davis es "tan tedioso como el tráfico de las horas pico y tan soso como una oblea de comunión". Sean Means de The Salt Lake Tribune la describió como "una historia silenciosa y poderosa del poder curativo de la comunidad y la fe".
La película ganó el Premio AML 2019 por largometraje narrativo.